# 황산옥
황산옥은 대한민국 논산시에 있는 유서 깊은 해산물 식당이다. 1915년에 설립되어 대한민국에서 가장 오래된 현역 식당 중 하나이다. 가족 경영으로 운영되어 2019년에는 3대째 주인이 되었다.
이 식당은 한만례가 설립했다. 처음에는 나룻배를 기다리는 사람들을 위한 작은 식당으로 시작했다. 식당 주인은 근처 강에서 잡은 메기로 매운탕을 제공했다. 1955년에 식당은 2대에게 넘어갔다. 1987년, 전두환 대한민국 대통령이 이 식당에서 식사를 했다고 알려져 있다. 이 식당은 복어를 사용하는 여러 요리를 제공한다.